# فلیکس پریتو
فلیکس پریتو (انگلیسی: Félix Prieto؛ زادهٔ ۲۴ مهٔ ۱۹۷۵) بازیکن فوتبال اهل اسپانیا است.
از باشگاه‌هایی که در آن بازی کرده‌است می‌توان به باشگاه خیمناستیک تاراگونا و باشگاه فوتبال رئال مادرید سی اشاره کرد.